# Renaat Braem

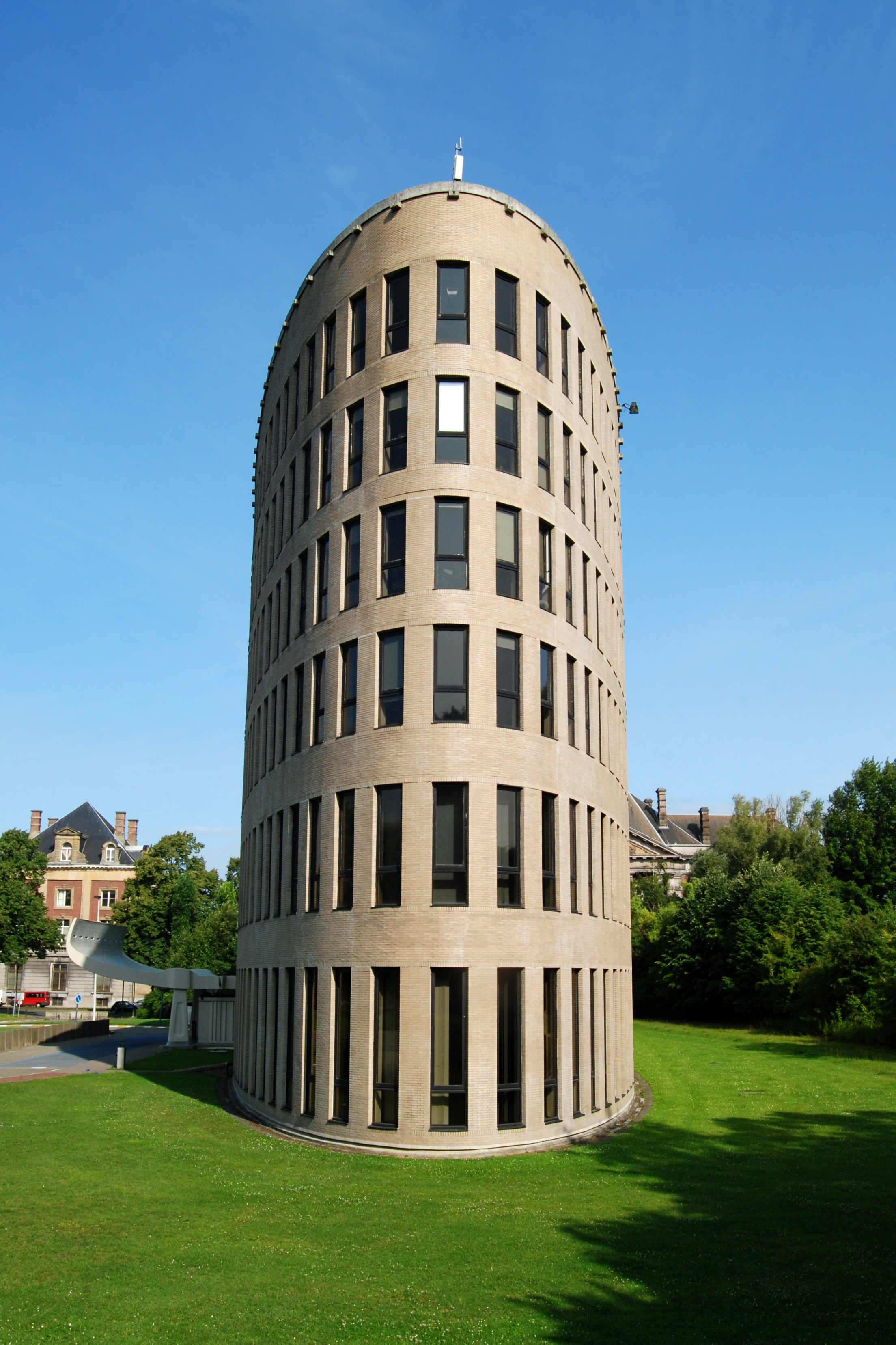
Das Rektorat der Freien Universität Brüssel

Renaat Braem (* 29. August 1910 in Antwerpen; † 31. Januar 2001 in Essen) war ein führender belgischer Architekt und Stadtplaner in der zweiten Hälfte des 20. Jahrhunderts.

## Biographie
Renaat Braem wurde 1910 in Antwerpen geboren. Er schloss 1935 sein Architekturstudium an der Königlichen Akademie der Schönen Künste in Antwerpen mit einem vom Konstruktivismus inspirierten Entwurf für eine lineare Stadt zwischen Antwerpen und Lüttich ab. Er erhielt im selben Jahr den alle zwei Jahre verliehenen Godecharle-Preis.
Braem nutzte das Preisgeld, um im Ausland zu studieren, und arbeitete 1936 und 1937 im Atelier von Le Corbusier. 1937 wurde er Mitglied des Congrès International d’Architecture Moderne, und seine ersten architektonischen Werke in diesen Vorkriegsjahren waren fest im neuen „modernen“ Stil verankert.
In den frühen 1950er Jahren wurde er einer der prominentesten Architekten Belgiens, als er zwei Aufträge vom Stadtrat von Antwerpen erhielt: die Entwicklung des Administratief Centrums im Herzen der Stadt und ein Sozialwohnungsprojekt in Het Kiel, einem Vorortviertel. Das Administratief Centrum wurde zehn Jahre später nur teilweise realisiert, und der eine Turm, der schließlich gebaut wurde, wurde zum Polizeiturm, dem Hauptquartier der Antwerpener Polizei. Das Sozialwohnungsprojekt hingegen wurde zu einem Meilenstein in der Geschichte des sozialen Wohnungsbaus in Belgien und zu einer der bedeutendsten architektonischen Leistungen der 1950er Jahre.
In den folgenden zwei Jahrzehnten realisierte Braem zahlreiche Projekte, die von privaten Gebäuden bis hin zu groß angelegten Wohnkomplexen in Leuven, Brüssel, Deurne und Boom reichten. Seine Arbeit blieb bis Ende der 1960er Jahre der Charta von Athen (CIAM) treu, als sein Stil weniger streng und organischer wurde.
Braem war auch eine wichtige Figur in der Erforschung und Debatte der modernen Architektur in Belgien. Er war Mitbegründer wichtiger Zeitschriften wie Plan, Architecture und Bouwen en Wonen, schrieb Artikel und wurde für Radio, Fernsehen und Zeitungen interviewt. Er war einer der Initiatoren des Bouwcentrum in Antwerpen, das versuchte, die Industrialisierung des Bauens durch Bildung und Prototyping zu fördern. 1968 schrieb er den Essay Het lelijkste land ter wereld („Das hässlichste Land der Welt“), eine Abhandlung gegen die Nachkriegsraumplanung Belgiens, die auch ökologische Erörterungen enthielt.
Renaat Braem veröffentlichte 1987 seine Memoiren Het schoonste land ter wereld („Das schönste Land der Welt“). 1997 zog er in ein Pflegeheim. Sein privates Haus, das er 1955 gebaut hatte, und dessen gesamter Inhalt (Archiv, Bibliothek, Möbel) wurden 1999 der Flämischen Gemeinschaft vermacht. Er starb 2001 in Essen. Sein Haus wurde in ein Museum umgewandelt, das zweite seiner Art in Belgien nach dem Horta Museum in Brüssel.
Im Jahr 2010 fand eine Ausstellung über das Leben und Werk von Renaat Braem statt, um seinen hundertsten Geburtstag zu feiern.

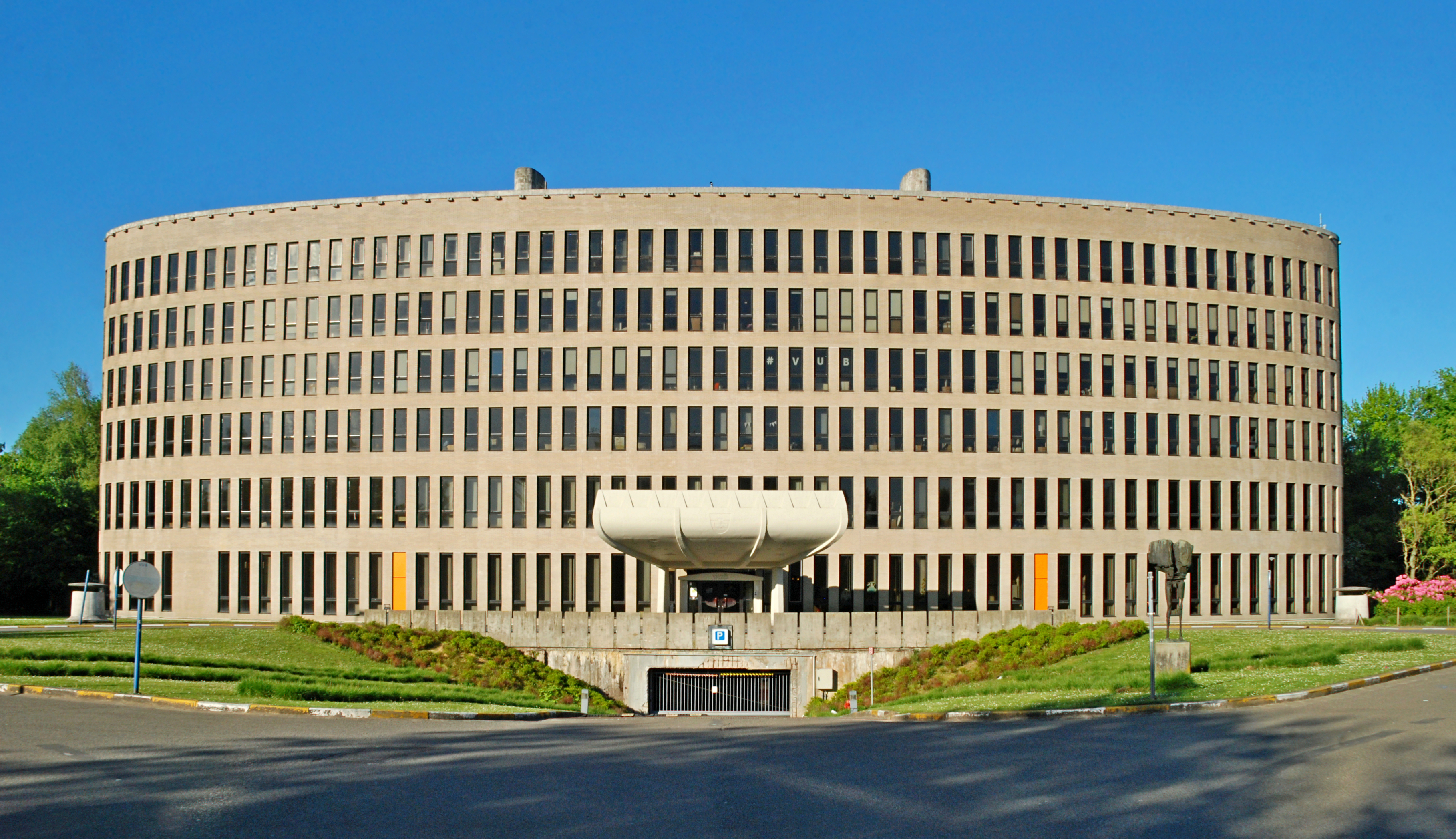
Das Rektorat der Freien Universität Brüssel

## Bedeutende Arbeiten
- Haus P. Van den Berghe (1935), Dichtersstraat 82, Antwerpen
- Haus Janssens (1936), Van Erstenstraat 73, Antwerpen, Gewinner des Van de Ven Preises
- Zweifamilienhaus Chantraine-Vantvelt (1936), Frans Stienletlaan 33–35, Antwerpen
- Zweifamilienhaus (1937), Sorbenlaan 57, Antwerpen
- „Handel“, Art Deco Hochhaus (1944), Van Havrelei 25, Antwerpen
- Denkmal der Resistance (1945), Weerstandsplein, Diest
- Haus (1946–1948), Hulstenweg 13, Zoersel
- Haus (1948), Berkenlaan 43, Kraainem
- Haus Georges Brewaeys und Atelier-Haus Aimé De Martelaere (1948–1950), Schotensesteenweg 301–303, Antwerpen
- Jugendherberge (1949), Gagelhoflaan 26, Zoersel
- Stadtviertel (1951–1958), Kiel, Antwerpen (800 Wohneinheiten)
- Haus (1952), Polygoonstraat 9, Antwerpen
- Administratives Zentrum (1952–1967), Oudaan 11, Antwerpen
- Haus Rik de Roover (1954), Luchtvaartstraat 28, Antwerpen
- Zweifamilienhaus (1955), Auwegemvaart 106–107, Mechelen, gebaut für den Grafiker Ray Gilles
- Privathaus von Renaat Braem (1955), Menegemlei 23, Antwerpen[2]
- Modellstadt (1955–1957), Heysel, Brüssel (1200 Häuser)
- Stadtviertel Kruiskenslei (1957–1977), Boom
- Haus Nagels (1958), Drabstraat 252, Mortsel
- Haus van Hellem (1959), Brusselsesteenweg 411, Asse
- Eckhaus (1960), Vlaamshoofdlaan 20, Antwerpen
- Jan-Pieter Minckelerstraat (1960–1970), Leuven
- Sint-Maartenstraat (1960–1968), Leuven
- Haus Van den Branden (1962–1963): Lievevrouwestraat 66, Ranst
- Kindergarten (1963), Sint-Gummarusstraat 2, Antwerpen
- Haus Alsteens (1966–1969), Dobralaan 28, Overijse
- Haus (1966), Kasteelstraat 76, Overijse
- Haus Van Humbeeck (1967), Pastorijstraat 3, Buggenhout
- Haus Van de Pas (1967), Dieseghemlei 110, Mortsel
- Hochhausviertel, Sint-Maartensdal (1967), Leuven, Preis „Société Belge des Urbanistes et Architectes Modernistes“
- Glaverbel Gebäude (1967), Chaussée de La Hulpe – Terhulpsesteenweg 166, Watermael-Boitsfort
- Bibliothek (1968–1976), Sint-Cordulaplein 13, Schoten
- Skulpturenpavillon (Middelheim Open Air Sculpture Museum) (1968–1971), Middelheimlaan, Antwerpen
- Haus (1968–1969), Van Amstelstraat 01 88, Antwerpen
- Eckhaus (1969–1970), Lindelei 219, Hemiksem
- Haus Schellekens (1970), Loenhoutseweg 34, Hoogstraten
- Rektorat Vrije Universiteit Brussel (1971–1976), Pleinlaan 2, Elsene
- Haus Van Hoecke (1972–1978), Oudestraat 8, Temse
- Haus Moyson (1973–1974), Veldenstraat 95, Mechelen
- Windrad (1973–1975), Sint-Annastrand, Antwerpen
- Middelheim Spital (1975–1978), Lindendreef 1, Antwerpen
- Villa (1977–1978), Kwikstaartlaan 2, Antwerpen
- Kino „Nova“, Sint-Bernardsesteenweg 318, Antwerpen